# 스투어강 (도싯주)

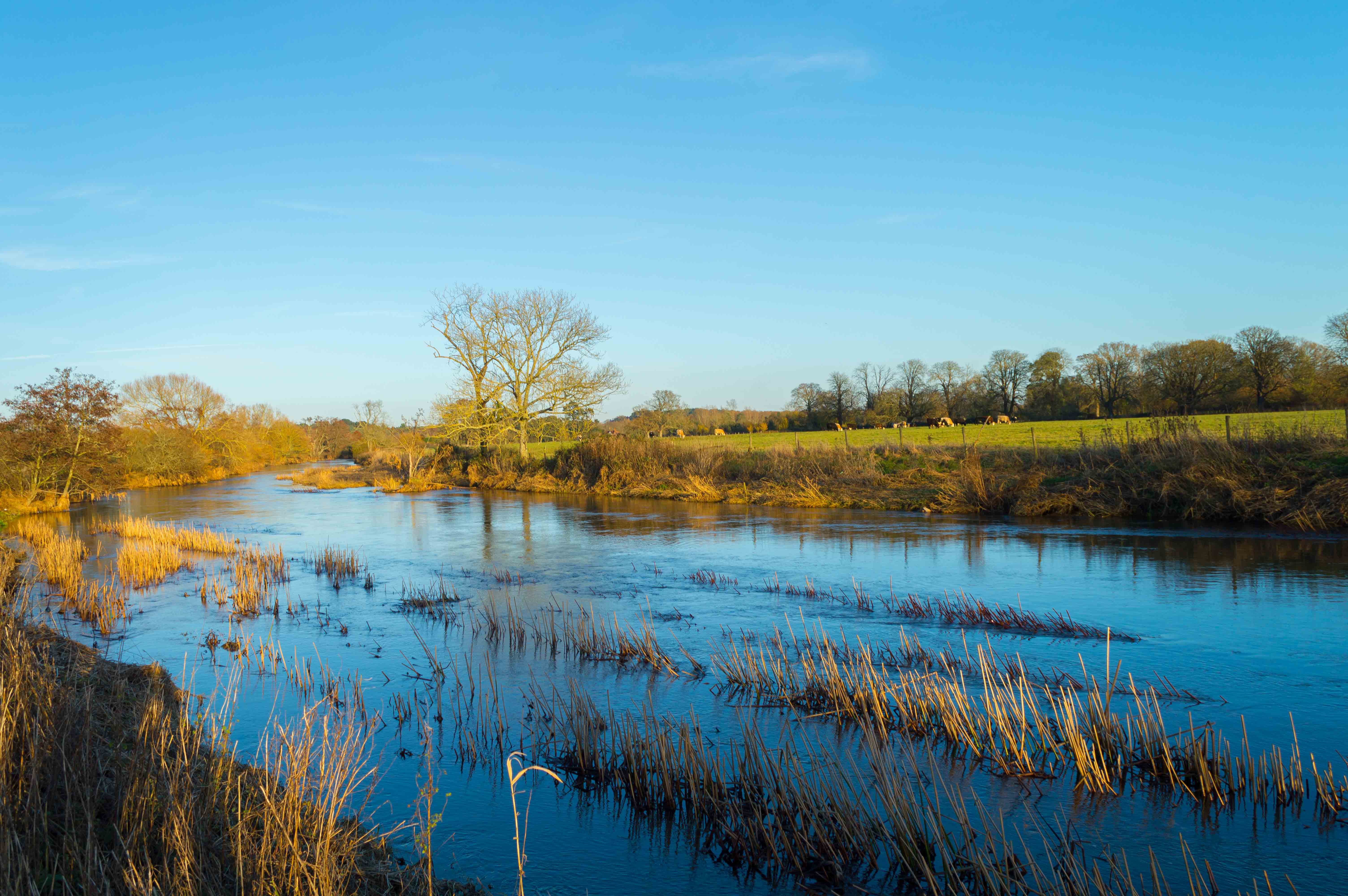
캔포드 마그나에 있는 스투어강

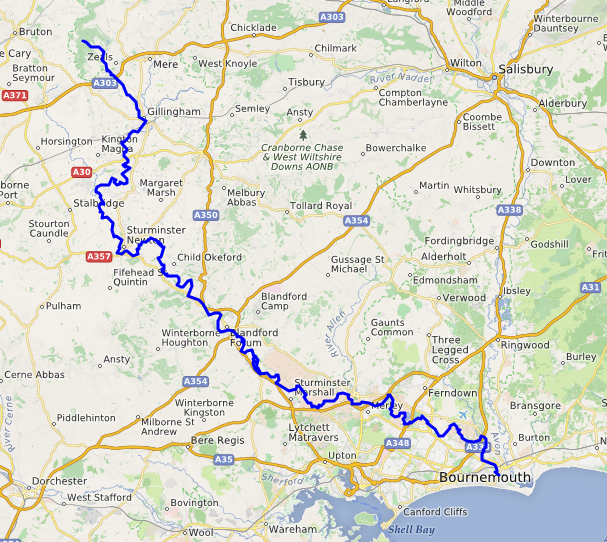
스투어강

스투어강(River Stour)은 잉글랜드 남부 윌트셔주와 도싯주를 흘러 영국해협으로 흐르는 98 km의 강으로 유역 넓이는 1240 km2이다.

## 역사
스투어강의 둑이 2013-14년 겨울 홍수 동안 크라이스트처치에서 터져서 주민 100명이 대피했다.

### 선사시대
스투어계곡(Stour valley)은 초기 인류(구석기 시대) 활동에 대한 풍부한 증거를 제공한다. 하류(주로 오늘날의 본머스(Bournemouth))에 있는 자갈 채석장은 전기 구석기 시대 손도끼 수 백 개를 생산했는데 주로 19세기 후반과 20세기 전반에 걸쳐 제조됐다. 커프 물런(Corfe Mullen) 인근에서 2010년에 발굴된 조사는 그러한 채석장들에서 만들어진 공예품 일부가 4~50만 년 전에 해당한다고 제시한다.